# Giorgio Calcagno
Giorgio Calcagno (Almese, 9 settembre 1929 – San Benedetto del Tronto, 26 agosto 2004) è stato un giornalista, critico letterario, scrittore e poeta italiano.

## Biografia
Nato ad Almese in provincia di Torino, Giorgio Calcagno visse l'infanzia e gli anni giovanili a Genova, dove si laureò in lettere. A Torino iniziò la propria carriera giornalistica al Popolo Nuovo, per poi lavorare sette anni a Roma al Radiocorriere Tv e stabilirsi definitivamente a Torino nel 1962, quando divenne redattore de La Stampa. 
Critico letterario, contribuì a fondare Tuttolibri, che diresse dal 1976 al 1989, e la sezione Cultura & spettacoli del quotidiano torinese, con Lorenzo Mondo e Gaetano Scardocchia Dal 1992 passò al ruolo di collaboratore del giornale, svolto fino alla scomparsa nel 2004.
L'esordio come scrittore nel 1969, col romanzo Il vangelo secondo gli altri. Del 1980 la prima raccolta di poesie Visita allo zoo. Ha pubblicato inoltre saggi e articoli di letteratura su varie riviste.
Dal 2007 è istituito ad Almese il Premio letterario Giorgio Calcagno, assegnato a Umberto Eco, Arrigo Levi (2008), Ermanno Olmi (2009), Enzo Bianchi (2010).

## Opere narrative
- Il vangelo secondo gli altri, 1969
- Il settimo giorno, 1981
- Il gioco del prigioniero, 1991
- Notizie dal diluvio, 1992
- Dodici lei, 2001 Premio Selezione Campiello[1]
- Il passo del giardino, 2006 (postumo)

## Raccolte di poesie
- Visita allo zoo, 1981
- Galileo e il pendolare, 1990
- La tramontana di Ravecca (Dodici poesie genovesi), con un'introduzione dell'autore. Genova, Edizioni San Marco dei Giustiniani, 1991.
- Sul sentiero dei Franchi, 2004
- Tutte le poesie, 2010 (postumo)

## Saggistica
- Alla corte di re Umberto (edizione del diario del generale Paolo Paulucci), 1986
- Echi di una voce perduta – Incontri, interviste e conversazioni con Primo Levi (scritto in collaborazione con Gabriella Poli), 1992
- Bianco, rosso e verde – L'identità degli italiani (volume collettivo con il contributo di 43 autori italiani e stranieri), 1993
- Stile Stampa – Manuale di scrittura giornalistica (scritto in collaborazione con altri autori), 1998
- Torna a fiorir la rima, 1998
- La storia ora per ora, 2003
- È azzurro il paese che amo, 2005 (postumo
- I segni del mio inchiostro, 2005 (postumo)
- Cara Valsusa ti scrivo..., 2006 (postumo)